# Inondation de 1997 en Europe centrale
L'inondation d'Europe centrale de 1997, ou inondation de l'Oder de 1997, qui s'est déroulé en juillet 1997, dans les bassins fluviaux de l'Oder et de la Morava, a touché la Pologne, la Tchéquie et l'Allemagne. Elle provoque la mort de 114 personnes et cause des dégâts matériels estimés à 4,5 milliards de dollars (en Pologne et Tchéquie : 3,8 milliards d'euros, et en Allemagne : 330 millions d'euros).
Les inondations débutent en Tchéquie, puis se sont propagées en Pologne et en Allemagne. En Pologne, c'est l'une des inondations les plus désastreuses de l'histoire du pays,. On l’appelle le déluge du millénaire (Powódź tysiąclecia). Le terme est également utilisé en Allemagne (Jahrtausendflut). L'événement est aussi appelé la grande inondation de 1997,.

## Causes
Le Sud-ouest de la Pologne et le Nord-est de la Tchéquie connaissent deux périodes de précipitations abondantes, la première du 3 au 10 juillet et la seconde du 17 au 22 juillet. Les précipitations sont dues à un phénomène de dépression du golfe de Gênes, qui s'est déplacé du nord de l'Italie vers la Moravie et la Pologne.
Les précipitations sont très élevées, de 300 à 600 millimètres, et correspondent à plusieurs mois de précipitations moyennes sur quelques jours. Les niveaux d'eau augmentent de 2 à 3 m au-dessus des moyennes précédemment enregistrées et sont si élevés qu'ils ont dépassé les poteaux de mesure existants. C'est l'une des plus fortes pluies de l'histoire du monde enregistrée. Elle est surnommée l'inondation du millénaire parce que la probabilité d'une telle inondation au cours d'une année donnée est estimée à 0,1 %.

## Inondations

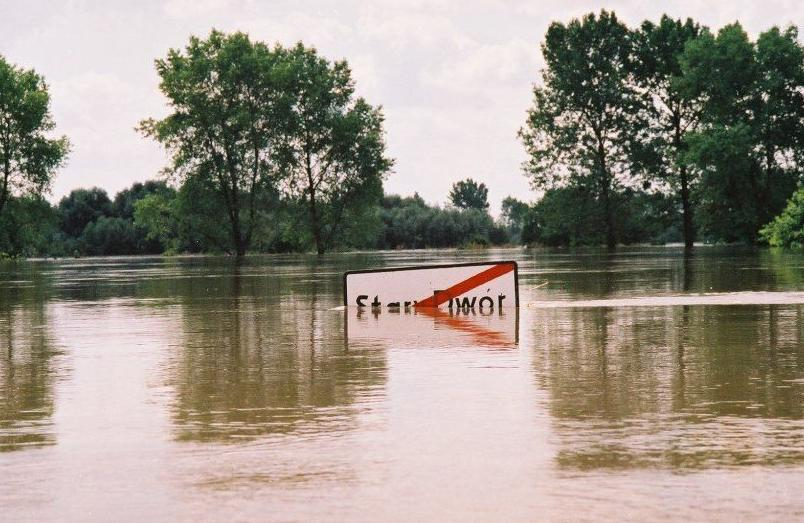
Panneau de sortie du village de Stary Dwór, comté de Wołów, Pologne.

Les inondations commencent le 5 juillet 1997 en Tchéquie et se propagent à la Pologne le 6 juillet. Ces premières crues sont des crues soudaines très rapides (les niveaux d'eau montent jusqu'à quatre mètres en une demi-journée). En Pologne, les premières localités inondées sont situées autour de Prudnik et Głuchołazy, qui sont visitées par le Premier ministre polonais Włodzimierz Cimoszewicz le 7 juillet. 
Les inondations se propagent rapidement de Chałupki à Racibórz. À Kłodzko, plusieurs bâtiments datant de quelques centaines d'années (Kamienica) s'effondrent ; le 8 juillet, l'inondation atteint Krapkowice. Dans la deuxième étape de l'inondation, l'onde de crue traverse la rivière Oder, submergeant les villes successives de la région. La rive gauche d'Opole est inondée le 10 juillet, Wrocław et Rybnik le 12 juillet et Głogów peu après. La montée des eaux ralentit au moment où elle atteint la frontière polono-allemande (la ligne Oder-Neisse), laissant plus de temps pour les préparatifs ; les dommages sont alors beaucoup moins importants.
Le 18 juillet, le président polonais Aleksander Kwaśniewski a décrété une journée de deuil national.

## Niveaux de l'eau

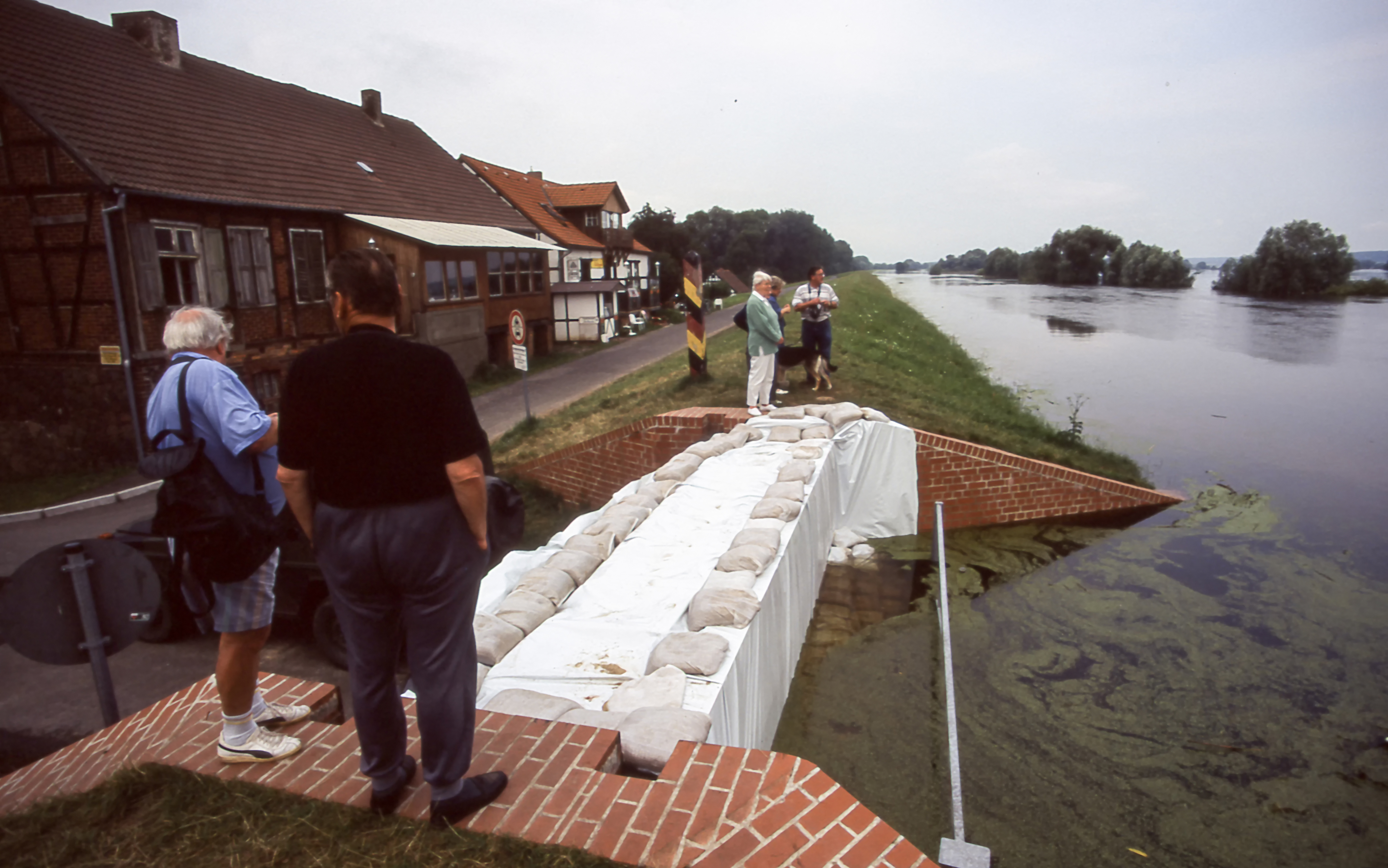
Zollbrücke, Allemagne.

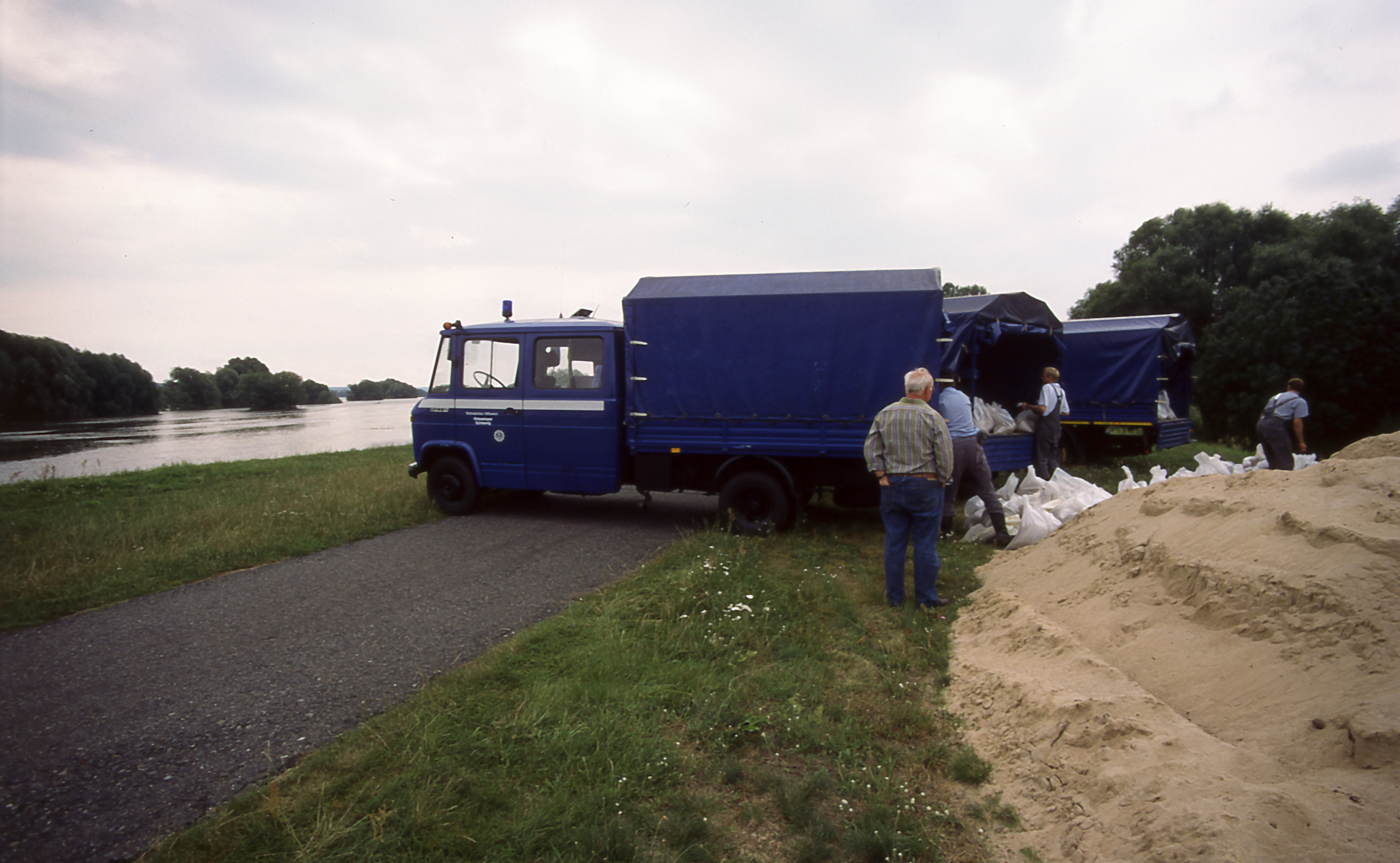
Hohensaaten, Allemagne.

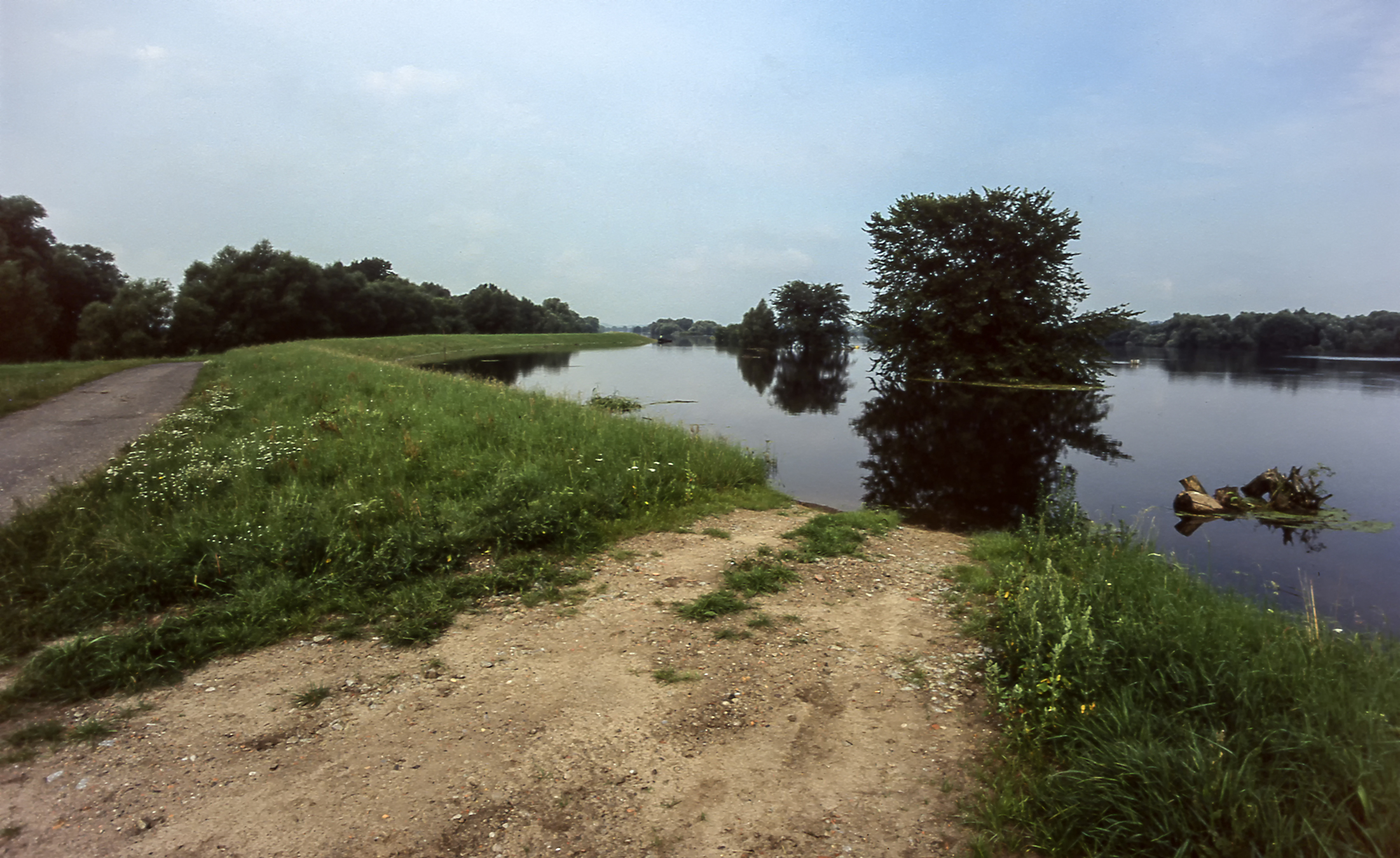
Hohenwutzen, Allemagne.

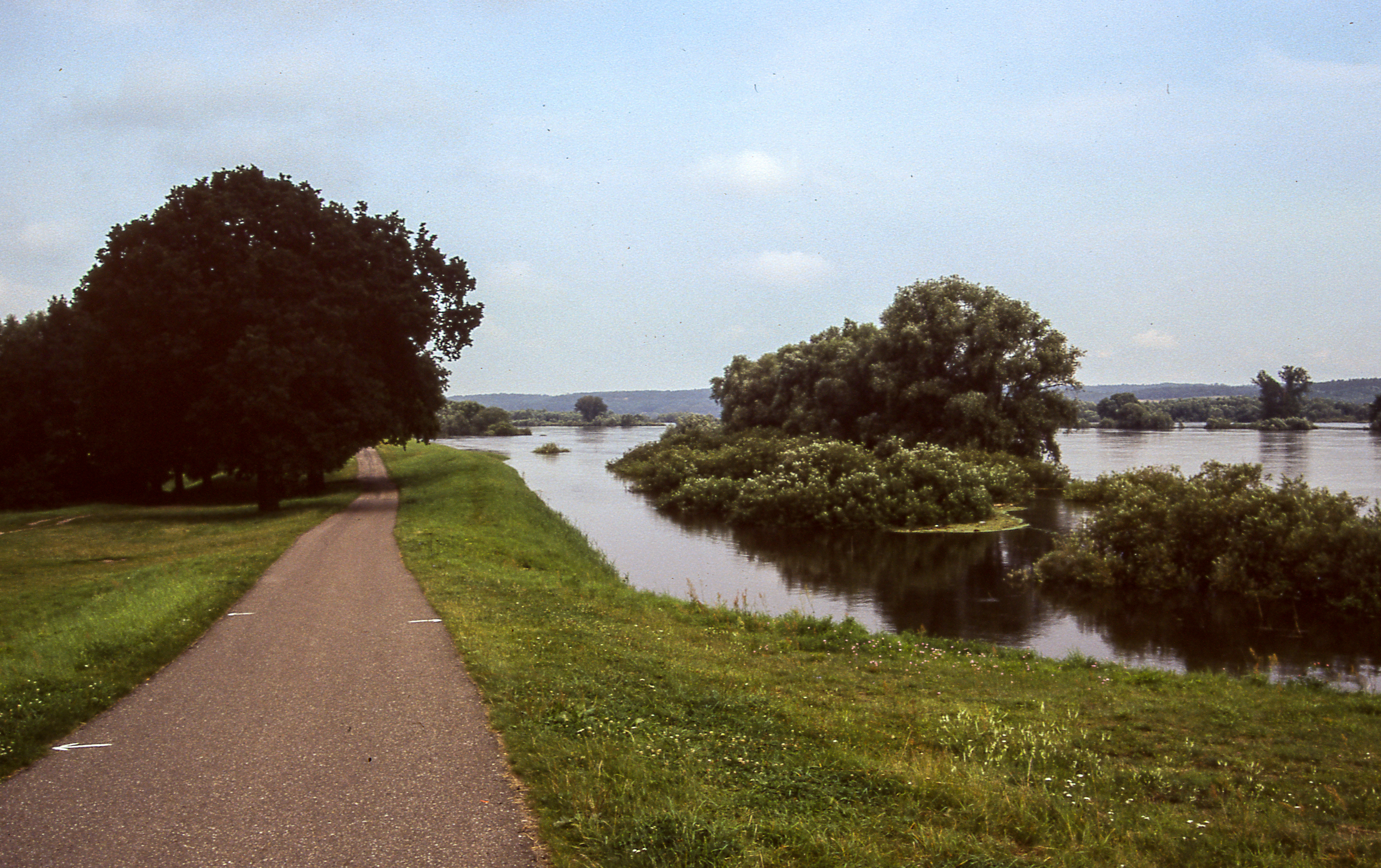
Siekierki, Pologne.

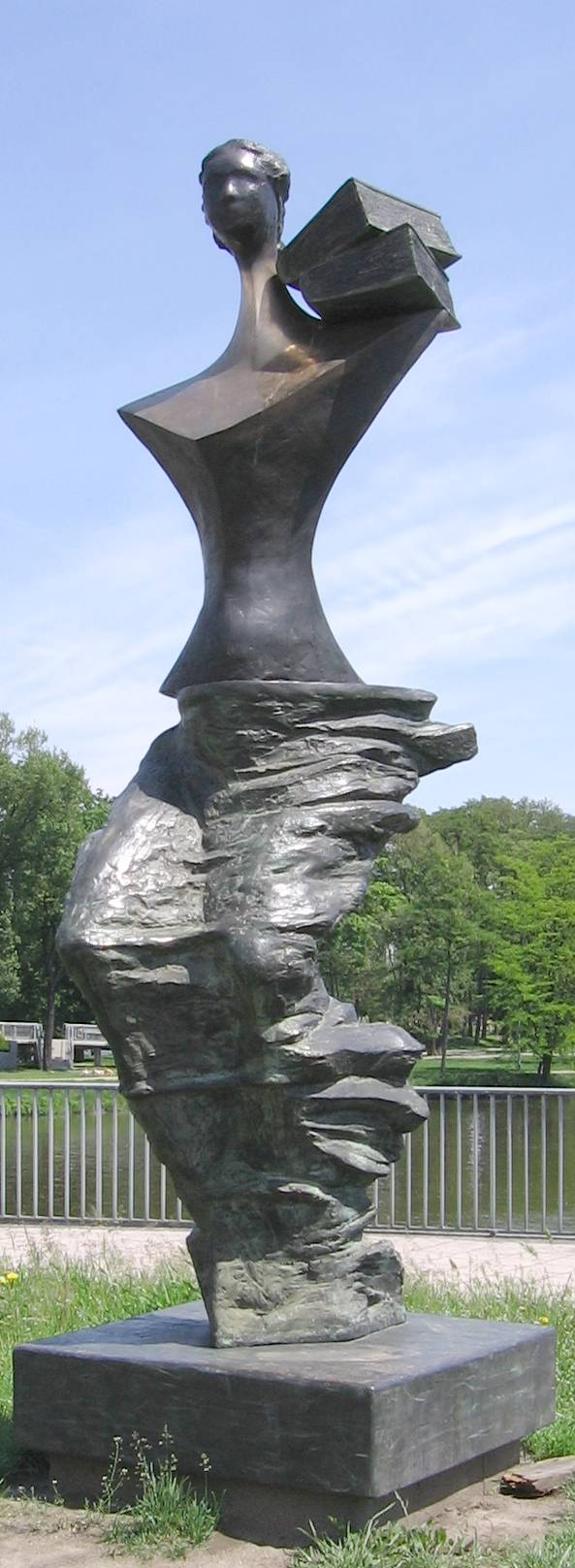
Un mémorial près du pont universitaire de Wrocław rend hommage aux personnes qui ont œuvré pour sauver la ville lors de l'inondation de 1997. Il représente une femme symbolique à la bibliothèque universitaire, transportant tous les livres des étages inférieurs aux étages supérieurs.

Niveaux d'eau enregistrés sur l'Oder en période de crue :
| Emplacement | Emplacement                            | Oder-km  | Niveau d'eau maximal [cm] | Date                             |
| Pologne     | Racibórz Miedonia                      | 55,5     | 1045                      | 9 juillet 1997                   |
| Pologne     | Ujście Nysy                            | 180,5    | 768                       | 10 juillet 1997                  |
| Pologne     | Redzin                                 | 261.1    | 1030                      | 13 juillet 1997                  |
| Pologne     | Brzeg Dolny                            | 284.7    | 970                       | 13 juillet 1997-14 juillet 1997  |
| Pologne     | Malczyce                               | 304.8    | 792                       | 14 juillet 1997-15 juillet 1997  |
| Pologne     | Ścinawa                                | 331.9    | 732                       | 15 juillet 1997                  |
| Pologne     | Głogów                                 | 392.9    | 712                       | 16 juillet 1997                  |
| Pologne     | Nowa Sól                               | 429.8    | 681                       | 16 juillet 1997                  |
| Pologne     | Cigacice                               | 471.3    | 682                       | 19 juillet 1997                  |
| Pologne     | Połęcko                                | 530.3    | 595                       | 24 juillet 1997                  |
| Allemagne   | Ratzdorf                               | 542,5    | 691                       | 24 juillet 1997                  |
| Allemagne   | Eisenhüttenstadt                       | 554.1    | 717                       | 24 juillet 1997                  |
| Allemagne   | Francfort/Oder                         | 584.0    | 657-656                   | 27 juillet 1997                  |
| Pologne     | Słubice                                | 584.1    | 637                       | 27 juillet 1997                  |
| Allemagne   | Kietz                                  | 614.8    | 653                       | 27 juillet 1997-28 juillet 1997  |
| Allemagne   | Kienitz                                | 633.0    | 628                       | 24 juillet 1997                  |
| Pologne     | Gozdowice                              | 645.3    | 659                       | 31 juillet 1997-1er juillet 1997 |
| Allemagne   | Hohensaaten -Finow                     | 664.9    | 729                       | 31 juillet 1997                  |
| Allemagne   | Hohensaaten Ostschleuse OP (Oderseite) | 667.2    | 805                       | 31 juillet 1997                  |
| Pologne     | Bielinek                               | 673,5    | 712                       | 31 juillet 1997-1er août 1997    |
| Allemagne   | Stützkow                               | 680.5    | 1009                      | 29 juillet 1997                  |
| Allemagne   | Schwedt Oderbrücke                     | 690.6    | 886                       | 2 août 1997                      |
| Allemagne   | Schwedt Schleuse OP (Oderseite)        | 697.0    | 840                       | 1er août 1997-2 août 1997        |
| Pologne     | Widuchowa                              | 701.8    | 760                       | 2 août 1997-3 août 1997          |
| Allemagne   | Gartz (Oder)                           | 8.0      | 698                       | 1er août 1997-2 août 1997        |
| Allemagne   | Mescherin                              | 14.1     | 672                       | 3 août 1997                      |
| Pologne     | Gryfino                                | 718.5    | 649                       | 3 août 1997                      |
| Allemagne   | Ückermünde                             | Oderhaff | 536                       | 6 août 1997                      |

## Morts et dégâts

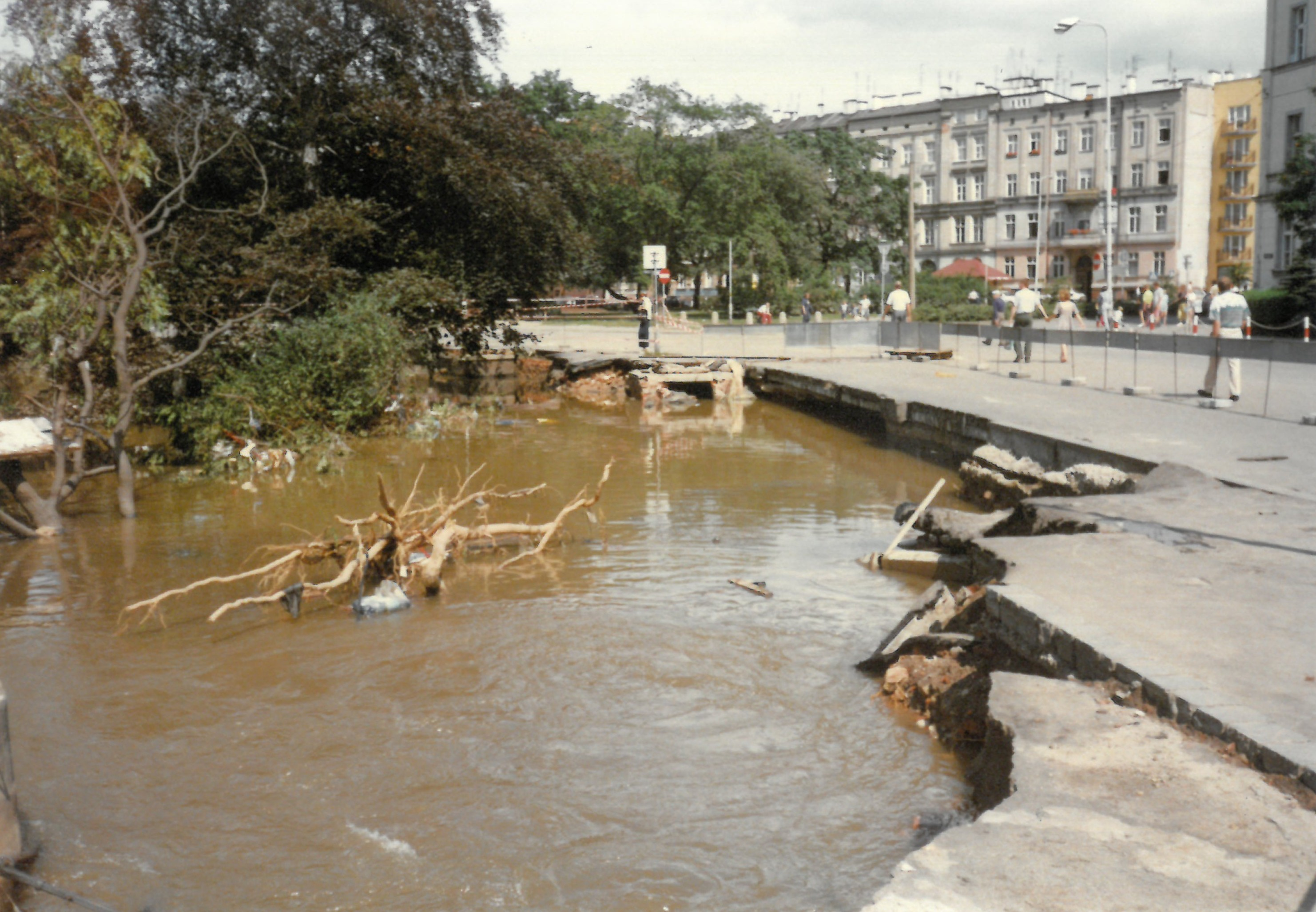
Wrocław, Pologne. juillet 1997. Inondations consécutives. Podwale Street près de Krasińskiego, Dąbrowskiego et Komuny Paryskiej St. crossing. Côté gauche de la photo – fossé de la ville.

L'inondation cause la mort de 114 personnes (56 en Pologne, 50 en Tchéquie) et des dégâts matériels estimés à 4,5 $ milliards (3,8 milliards d'euros en Tchéquie et en Pologne et 330 millions d'euros en Allemagne).
En Pologne, on estime que 7 000 personnes ont perdu tous leurs biens. 9 000 entreprises privées sont touchées et 680 000 maisons sont endommagées ou détruites. L'inondation endommage également 843 écoles (100 détruites), 4 000 ponts (45 détruits), 14 400 km de routes et 2 000 km de voies ferrées. Au total, 665 835 hectares sont touchés en Pologne (environ 2 % du territoire polonais total). Les pertes ont été estimées à 7,4-11,3 milliards de zlotys polonais (soit 2,3 à 3,5 USD milliards aux niveaux de 1997). La ville historique de Kłodzko subit des dommages équivalant à 50 ans de son budget annuel.
En Tchéquie, 2 151 appartements et 48 ponts sont détruits. 538 villages et villes sont touchés. Les pertes sont estimées à 63 milliards de couronnes tchèques. La ville de Troubky est la plus durement touchée.
En Allemagne, il n'y a aucun mort.

## Réponses
Les réponses des gouvernements en Tchéquie et en Pologne sont critiquées. L'inondation révèle des insuffisances en prise de décisions et les infrastructures, bien que l'ampleur sans précédent de la catastrophe soit considérée par certains comme un facteur atténuant,.
De nombreux organismes de bienfaisance apportent leur aide aux personnes touchées par les inondations.

## Dans la culture populaire
À la suite des inondations de 1997, le groupe de rock polonais Hey sort la chanson Moja i twoja nadzieja (« Mon et ton Espoir »). Tous les profits de la vente du single sont allés aux victimes des inondations. Hey a également réuni un groupe des chanteurs polonais (les plus connus à l'époque) pour enregistrer une reprise de la chanson (connue sous le nom de « version '97 ») pour une association caritative. Toujours en 1997, Hey sort l'album Cegiełka na rzecz ofiar powodzi (« Une brique pour les victimes d'inondation »), contenant cinq versions de la chanson : le single original de Hey, la version '97, une reprise instrumentale, une reprise acoustique et une interprétation jazz (par Anna Maria Jopek).
En octobre 2022, Netflix publie La Crue, une mini-série polonaise de six épisodes, inspirée de l'inondation de 1997. Situé à Wrocław, en Pologne, il dépeint la préparation des inondations et les réactions de la ville et des autorités régionales, ainsi que des habitants des villages environnants (représentés par le village fictif de Kęty). Bien que les réalisateurs Jan Holoubek et Bartłomiej Ignaciuk aient souligné que la série n'était pas un documentaire, ils sont félicités pour l'authenticité de la série.